# تكاثر خلوي

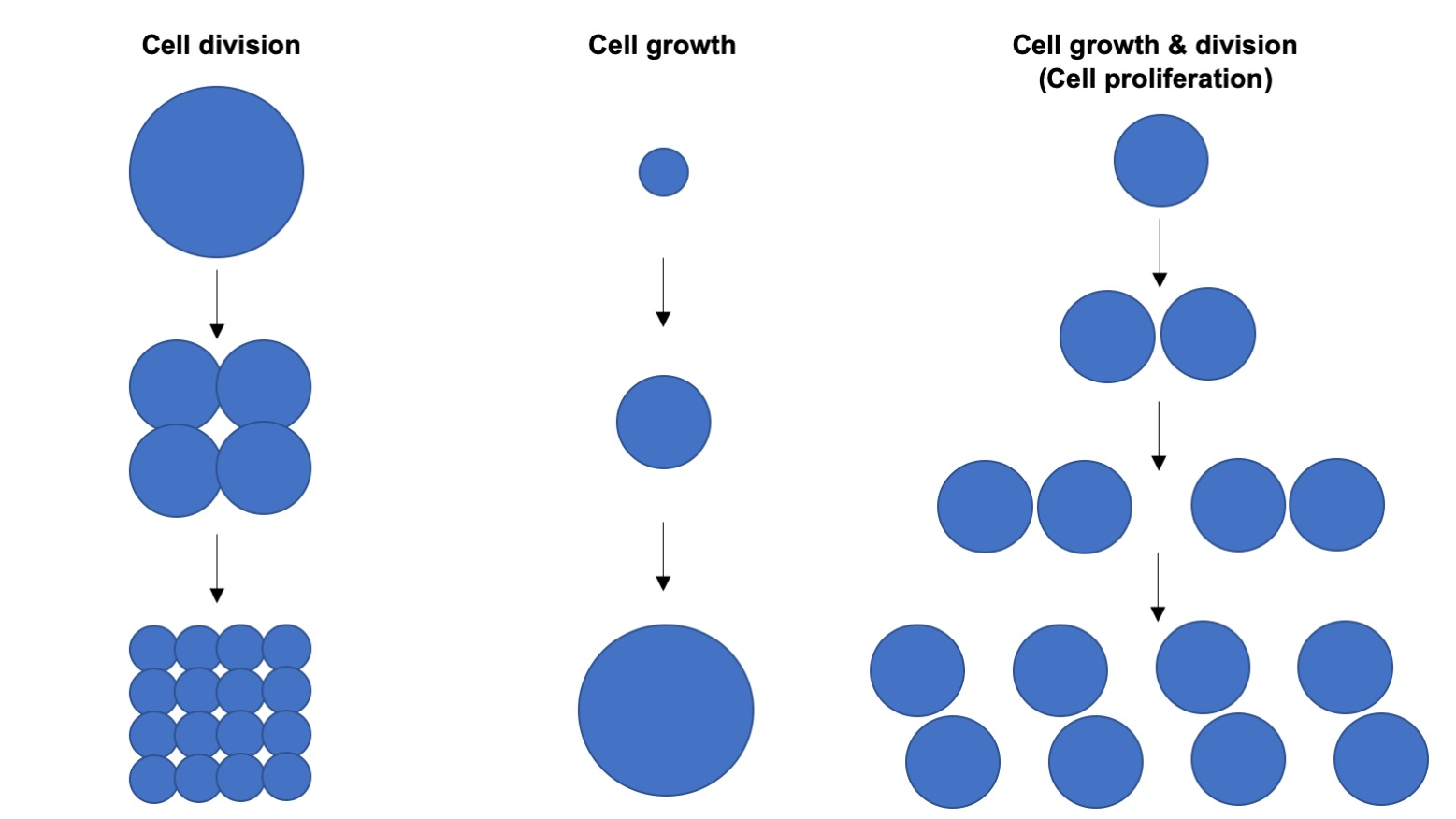
انقسام الخلايا ونموها وانتشارها

تكاثر الخلايا هو العملية التي تنمو بها الخلية وتنقسم لإنتاج خليتين ابنتين. يؤدي تكاثر الخلايا إلى زيادة أسية في عدد الخلايا (أي طبقا لدالة أسية) وبالتالي فهي آلية سريعة لنمو الأنسجة. يتطلب تكاثر الخلايا حدوث نمو الخلايا وانقسام الخلايا في نفس الوقت، بحيث يظل متوسط حجم الخلايا ثابتًا في مجموعة أنسجة. يمكن أن يحدث الانقسام الخلوي دون نمو الخلية، مما ينتج عنه العديد من الخلايا الأصغر تدريجيًا (كما هو الحال في انقسام الزيجوت)، بينما يمكن أن يحدث نمو الخلية دون انقسام الخلية لإنتاج خلية واحدة أكبر (كما هو الحال في نمو الخلايا العصبية ). وبالتالي، فإن تكاثر الخلايا ليس مرادفًا لنمو الخلايا أو انقسامها، على الرغم من حقيقة أن هذه المصطلحات تستخدم أحيانًا بالتبادل.
تخضع الخلايا الجذعية لتكاثر الخلايا لإنتاج خلايا ابنة متكاثرة "التضخيم" والتي تتمايز فيما بعد لبناء الأنسجة أثناء التطور الطبيعي ونمو الأنسجة، أثناء تجديد الأنسجة بعد التلف، أو في السرطان.
يتم تحديد العدد الإجمالي للخلايا في مجموعة ما من خلال معدل تكاثر الخلايا، مطروحًا منه معدل موت خلايا.